# Vitis vinifera
Vigne, Vigne cultivée
Espèce
Classification APG III (2009)
Statut de conservation UICN

 LC  : Préoccupation mineure
Vitis vinifera, la vigne ou vigne cultivée,  est une espèce de plantes dicotylédones de la famille des Vitaceae, sous-famille des Vitoideae, originaire d'une région tempérée de l'Ancien Monde allant du Sud-Est de l'Europe au Caucase et à l'Asie centrale, mais désormais cultivée dans tous les continents (à l'exception de l'Antarctique).
Ce sont des arbrisseaux sarmenteux, grimpants s'accrochant à leur supports par des vrilles, dont les tiges peuvent atteindre six mètres de long.
L'espèce est cultivée pour ses fruits en grappes, le raisin, qui est soit consommé frais comme raisin de table, ou séché comme raisin sec, ou bien fermenté pour produire du vin. Principale espèce de vigne cultivée en Europe et dans le monde, elle est à l'origine de très nombreux cépages de cuve (cabernet, merlot, pinot, sauvignon, etc.) ou de table.
C'est l'espèce qui fournit le moût de raisin le plus apprécié, destiné à la fabrication du vin. 

## Taxonomie et génétique

### Sous-espèces
On accepte deux sous-espèces  :
- Vitis vinifera subsp. sylvestris  (C.C.Gmel.) Hegi - La vigne sauvage ou lambrusque, dioïque (strictement protégée en France)
- Vitis vinifera subsp. vinifera (syn. Vitis vinifera var. sativa) - La vigne commune à proprement parler, fleurs hermaphrodites.

### Liste des variétés
Selon Tropicos (30 mars 2019) (Attention liste brute contenant possiblement des synonymes) :
- Vitis vinifera var. acetaria Raf.
- Vitis vinifera var. aestivalis (Michx.) Kuntze
- Vitis vinifera var. amurensis (Rupr.) Regel
- Vitis vinifera var. aurea Raf.
- Vitis vinifera var. burgundica Raf.
- Vitis vinifera var. crassifolia Raf.
- Vitis vinifera var. cuprea Raf.
- Vitis vinifera var. dulcis Raf.
- Vitis vinifera var. edulis Raf.
- Vitis vinifera var. felina Raf.
- Vitis vinifera var. greca Raf.
- Vitis vinifera var. labrusca (L.) Kuntze
- Vitis vinifera var. laxa Raf.
- Vitis vinifera var. malvagia Raf.
- Vitis vinifera var. malvesia Raf.
- Vitis vinifera var. moschata Raf.
- Vitis vinifera var. multiloba (Raf.) Kuntze
- Vitis vinifera var. nigraria Raf.
- Vitis vinifera var. oporto Raf.
- Vitis vinifera var. palmata (Vahl) Kuntze
- Vitis vinifera var. perla Raf.
- Vitis vinifera var. praecox Raf.
- Vitis vinifera var. prolifica Raf.
- Vitis vinifera var. syriaca Raf.
- Vitis vinifera var. tiliifolia (Humb. & Bonpl. ex Schult.) Kuntze
- Vitis vinifera var. tinctoria Raf.
- Vitis vinifera var. tinto Raf.
- Vitis vinifera var. velutina Raf.
- Vitis vinifera var. versicolor Raf.
- Vitis vinifera var. vinifera
- Vitis vinifera var. violacea Raf.
- Vitis vinifera var. vulpina (L.) Kuntze
- Vitis vinifera var. zibila Raf.

### Autres taxons infraspécifiques
Cette espèce comprend sans doute plusieurs variétés. Leur nombre varie selon les auteurs.
Vitis vinifera est à l'origine de centaines de cultivars, appelés cépages. Toutefois, certains cultivars sont issus d'hybridations, souvent complexes, avec d'autres espèces.
D'autres cépages, qui ne sont pas censés provenir d'hybridations, sont le fruit d'une longue sélection et se sont éloignés génétiquement et morphologiquement des plants de Vitis vinifera sauvage.
Aussi, est-il probablement préférable de dire que tel ou tel cépage est « issu » de Vitis vinifera.

### Génomes
En 2007, un premier décryptage du génome de la variété cultivée, coordonné par l’INRA, a permis d’obtenir une séquence d’environ 480 millions de paires de base pour un pinot noir (première plante à fruits dont le génome a été séquencé et quatrième après l’arabette, le riz et le peuplier) avec l’espoir d’amélioration plus fine de la sélection des vignes ou de création de variétés plus résistantes aux maladies (éventuellement OGM, ce qui est source de controverses).
Le génome de la variété sauvage a été séquencé en 2020. Ce séquençage a notamment permis de comprendre comment la mutation de sept gènes avait permis le passage d'une espèce dioïque (avec donc des individus mâles et des individus femelles) à une espèce hermaphrodite,.

## Histoire
La vigne est cultivée depuis des milliers d'années en Europe, dans l'ouest de l'Asie (Moyen-Orient, Caucase) et le nord de l'Afrique.
Des cépages ont été introduits dans tous les continents, et la viticulture a pris de l'importance en Amérique du Nord (Californie), du Sud (Argentine, Chili), en Australie, en Afrique du Sud et en Chine. La viticulture occupe environ 8 millions d'hectares dans le monde et produit près de 300 millions d'hectolitres de vin.
Jadis[Quand ?], la vigne était considérée[Par qui ?] comme une plante magique associée à la magie blanche. Emblème de l'extase mystique, le vin est encore de nos jours indissociable des mystères de l'Eucharistie. De nos jours, elle est encore utilisée pour ces vertus supposées pour traiter l’insuffisance veineuse chronique, les varices et les hémorroïdes.

## Biologie et botanique
Une description fine des variations de forme des feuilles et des fruits est nécessaire pour identifier les cépages de la vigne domestique : c'est l'objet de l'ampélographie.
C'est une plante ligneuse et sarmenteuse au feuillage caduc, relevant du type biologique transversal des lianes.
Un plant de vigne cultivé développe des racines qui s'enfoncent généralement à une profondeur de 2 à 5 mètres et parfois jusqu'à 12-15 mètres voire plus ,. Les racines issues de semis et de bouture sont très différentes (avec même en condition humide de possibles racines aériennes apparaissant à la base de troncs issus de semis). 
La vigne s'attache à des supports par des vrilles. Les tiges, appelées rameaux, croissent par leur extrémité, l'apex caulinaire. Un rameau est composé de plusieurs mérithalles séparés par des nœuds, d'où poussent les feuilles, les fleurs, les vrilles et les entre-cœurs et où se forment les futurs bourgeons. Lors de leur aoûtement, les rameaux deviennent des sarments ligneux pouvant atteindre une grande longueur.
Leurs feuilles à nervures palmées, comportant pour la plupart cinq lobes principaux plus ou moins découpés, ont généralement une base cordiforme (forme de cœur).
Leurs fleurs, petites et verdâtres à blanches, sont regroupées en inflorescences et leurs fruits, de formes différentes selon les sous-espèces, sont des baies regroupées en grappes. Les vignes de cette famille développent un important polymorphisme génétique selon les cépages et espèces, à maturité, leur coloration varie selon chacune des variétés de vigne : blanche, jaune-pâle, violette, noire (cette dernière étant majoritaire pour les variétés dites sauvages ou lambrusque). Les graines de ces baies sont des pépins.

### Stades phénologiques
Dans le cycle biologique annuel de la vigne, les stades phénologiques sont les étapes de développement de sa croissance et de la formation de ses fruits, les raisins. 
On définit les étapes de croissance par les stades adaptés à la vigne de Baggiolini, 16 stades définis en 1952, par ceux de Eichhorn & Lorenz 47 stades définis en 1977, ou ceux du code BBCH généralisé des années 1990 allant de 1 à 100.

Stades phénologiques, cycles végétatif et reproducteur de la vigne dans l'hémisphère nord.

La date de ces stades est soumise chez Vitis vinifera à des variations selon les cépages, et selon des paramètres extérieurs comme la météorologie, l'énergie disponible pour la vigne, etc. qui provoquent des variations du phénotype. Ainsi des décalages de plusieurs semaines peuvent avoir lieu entre les différentes années. Cependant un décalage d'apparition pour un stade donné n'implique pas que les intervalles avec les autres stades soit aussi décalés de la même durée.
Par convention on considère qu'un stade phénologique est atteint lorsque 50 % des organes observés ont y sont parvenus.
| Stade Baggiolini | Stade Eichhorn & Lorenz | Stade BBCH | Stade de la vigne              | Description                                                                                    | Illustration |
| ---------------- | ----------------------- | ---------- | ------------------------------ | ---------------------------------------------------------------------------------------------- | ------------ |
| A                | 01                      | 00         | Bourgeon d'hiver               | Bourgeon recouvert d'écailles protectrices solides brunes                                      |              |
| B                | 03                      | 05         | Bourgeon dans le coton         | Bourre blanche duveteuse visible, précédant le débourrement                                    |              |
| C                | 05                      | 09         | Pointe verte                   | Jeune pousse sortante, stade du débourrement (écaille brune encore visible sur l’illustration) |              |
| D                | 06                      | 11         | Première feuille étalée        | Sortie des feuilles                                                                            |              |
| E                | 09                      | 13         | Troisième feuille étalée       | Trois feuilles entièrement dépliées                                                            |              |
| F                | 12                      | 53         | Grappes visibles               | Embryons de grappes visibles, agglomérées                                                      |              |
| G                | 15                      | 55         | Grappes séparées               | Amas de boutons floraux écartés entre eux                                                      |              |
| H                | 17                      | 57         | Boutons floraux séparés        | Chaque bouton floral est détaché des autres                                                    |              |
| I                | 23                      | 65         | Floraison                      | Sortie des étamines et du pistil de chaque bouton floral                                       |              |
| J                | 27                      | 71         | Nouaison                       | Formation des embryons de baies                                                                |              |
| K                | 31                      | 75         | Taille petits pois             | Baies ayant la taille d'un petit pois                                                          |              |
| L                | 33                      | 77         | Fermeture de la grappe         | Baies atteignant une taille suffisante pour se toucher entre elles                             |              |
| M                | 36                      | 81         | Véraison                       | Les baies changent de leur couleur verte à la couleur finale de maturité du cépage             |              |
| N                | 38                      | 89         | Maturation                     | Les baies ont leur couleur finale, et sont chargées de sucre                                   |              |
| O                | 43                      | 93         | Début de la chute des feuilles | Jaunissement ou rougissement des feuilles, puis brunissement et chute                          |              |
| P                |                         | 97         | Fin de la chute des feuilles   | Aucune feuille restante, entrée en phase de repos hivernal de la vigne                         |              |

### Cycle de croissance
La vigne suit un cycle de croissance se répétant annuellement, c'est une plante pérenne. On différencie deux sous-cycles annuels, le cycle végétatif pour les rameaux et les feuilles, et le cycle reproducteur pour la fleur puis les raisins. Les stades phénologiques qui décrivent ces cycles concernent les organes herbacés et les organes reproducteurs.

#### Cycle végétatif
Il définit la croissance d'un rameau, du débourrement à la perte de ses feuilles.

#### Cycle reproducteur
Il définit la formation de la fleur et sa transformation en raisin, ainsi que sa maturation.

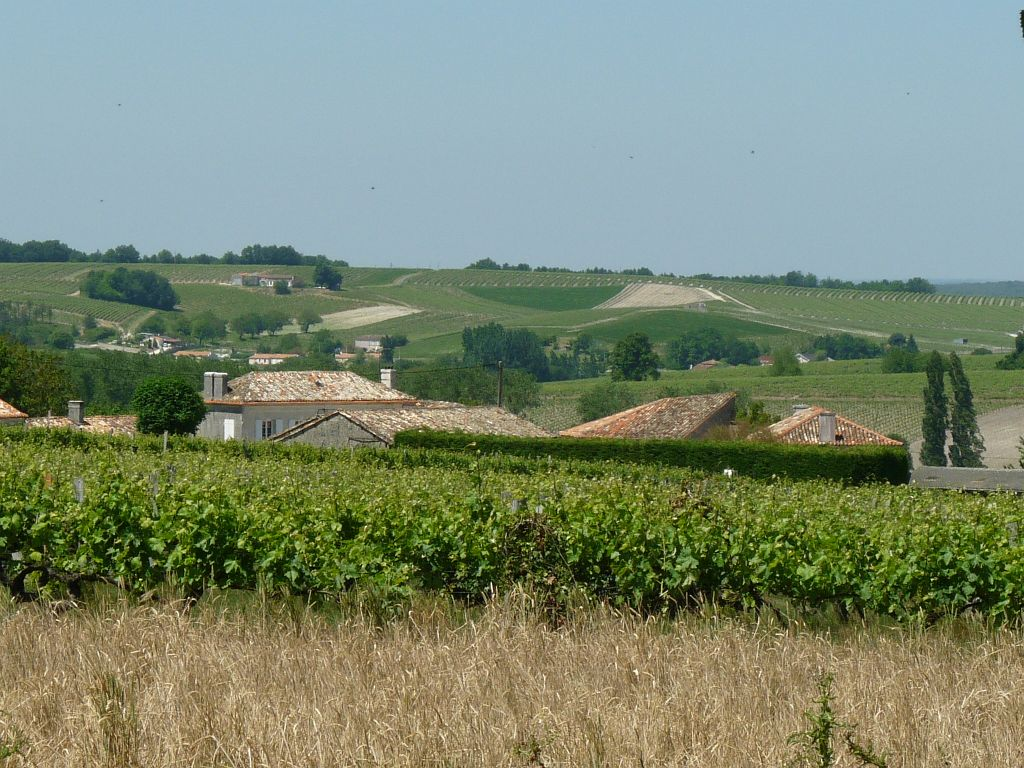
Vignoble du cognac, en Charente

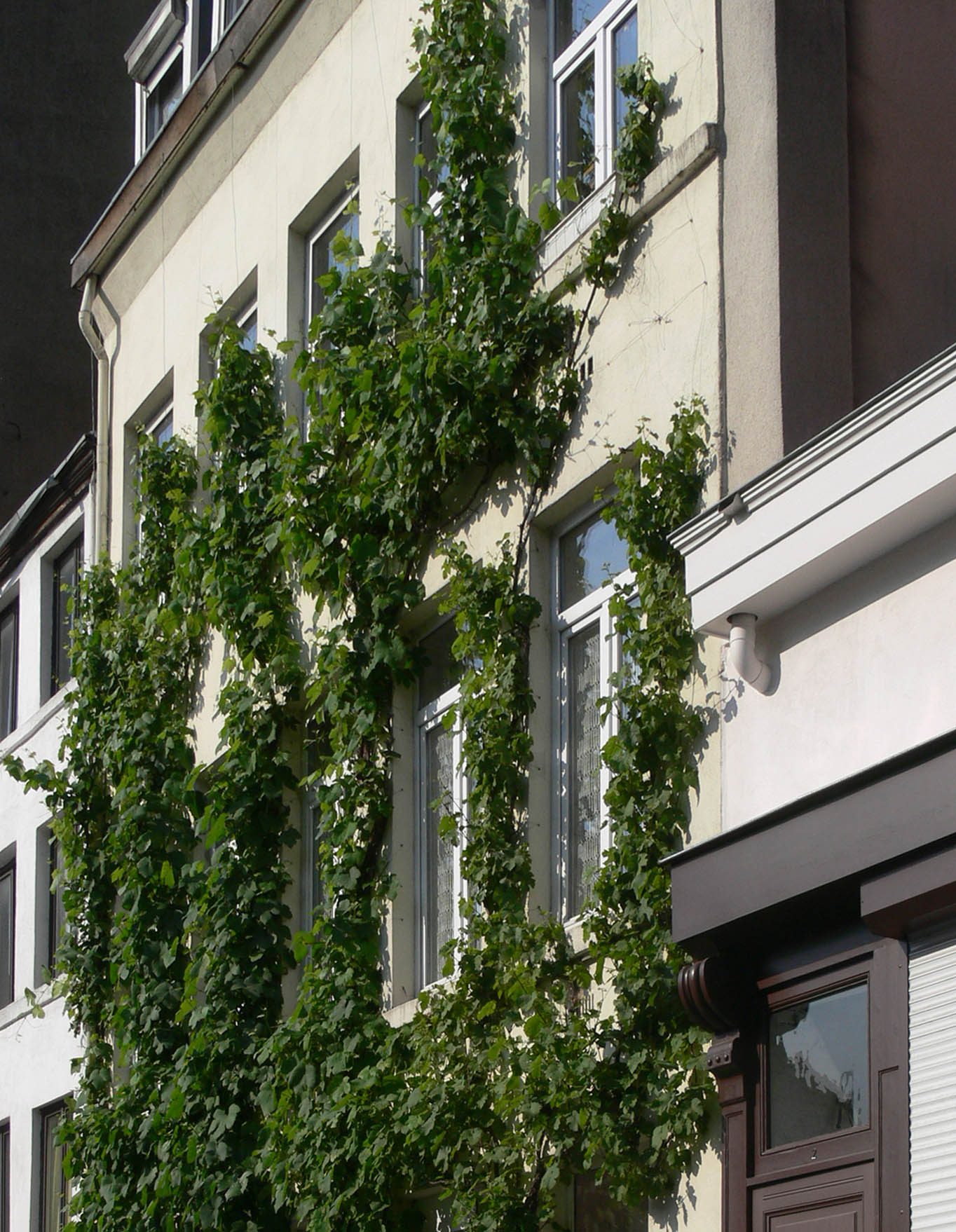
Exemple de vigne (grimpante sarmenteuse) cultivée verticalement sur façade, avec grappes de raisin accessible à partir des fenêtres (Lille, Nord de la France)

## Statuts de protection, menaces
L'espèce est évaluée comme non préoccupante aux échelons mondial, européen et français. Il s'agit de l'espèce sauvage Vitis vinifera et non des cépages cultivés issus. En France elle se raréfie : elle est considérée en danger-critique (CR) en Franche-Comté et Île de France et en danger (EN) en Champagne-Ardennes.
La sous-espèce Vitis vinifera subsp. sylvestris est strictement protégée en France. Sa cueillette y est interdite.

## Pharmacopée de la vigne domestique
Depuis le XVIIe siècle, on utilise, en phytothérapie, les feuilles de vigne rouge pour leur action sur les troubles veineux. Les vignes contiennent tanins, quercétine, quercitrine, tartrates, sucres, inosite, acides, choline, carotène.
On utiliserait la sève et les feuilles comme astringent et anti-inflammatoire au moyen de décoctions et de liparolé. Les pleurs de la vigne, sécrétion de sève obtenue lorsqu'une branche est cassée, sont un diurétique et collyre. Les décoctions de vrilles sont constrictives dans les diarrhées.
Une variété de vigne rouge, Vitis vinifera var. tinctoria, possède quant à elle des propriétés particulières dans les taches rouges de ses feuilles. Les anthocyanes sont des facteurs vitaminiques P puissants, c'est-à-dire qu'ils protègent et tonifient les capillaires et les veines et qui plus est astringente ce qui renforce cet effet. On les utilise dans les cas de couperose, jambes lourdes, hémorroïdes, varices, ménopause et bouffées de chaleurs. Les anthocyanes se trouvent en quantités très significatives pour leurs aspects pharmaceutiques dans les peaux des raisins rouges et les vins qui en sont issus. Les feuilles abritent des tanins aux propriétés astringentes et des flavonoïdes aux effets protecteurs. Ces actifs interviennent dans les propriétés de la vigne rouge, décrites en médecine traditionnelle, sur le tonus veineux.